# Klaus-Dieter Bone
Klaus-Dieter Bone (* 9. August 1954) ist ein ehemaliger deutscher Fußballspieler.

## Karriere
Dem Jugendalter entwachsen, wurde Bone aus der Jugendabteilung des FC Schalke 04 vom FC Bayern München für deren zweite Mannschaft verpflichtet. Da er sich in ihr nicht durchzusetzen vermochte, verpflichtete ihn der in der zweitklassigen Regionalliga Süd spielende 1. FC Nürnberg für die Saison 1973/74. Nachdem es für Bone nur bei einem Punktspiel geblieben war, wechselte er zum FC St. Pauli.
Nachdem sich Bone auch beim FC St. Pauli nach fünf Punktspielen nicht durchzusetzen vermochte, wechselte er 1975 zum Zweitligisten 1. FC Mülheim-Styrum, der jedoch im Folgejahr – nach dem Abstieg aus der 2. Bundesliga – Konkurs anmelden musste. Daraufhin verpflichtete ihn der Ligakonkurrent SC Fortuna Köln, für den Bone zunächst eine Saison absolvierte und – nach einjährigem Aufenthalt beim Ligakonkurrenten Alemannia Aachen – eine zweite folgen ließ.
Danach wechselte er nach Belgien zum Amateurverein FC Beringen in die Provinz Limburg. Nach nur einem halben Jahr schloss er sich dem Drittligisten KVK Tienen an, für den er bis Ende der Saison 1981/82 spielte.
1982 nach Deutschland zurückgekehrt, spielte er bis zum Ende seiner aktiven Fußballerkarriere 1985, ausschließlich in der Oberliga Nordrhein. Dabei absolvierte er jeweils eine Saison für den FV Bad Honnef, für den TuS 08 Langerwehe und zuletzt für Viktoria Goch.